# Quadrangle d'Ulfrun Regio
Le quadrangle d'Ulfrun Regio (littéralement :  quadrangle de la région d'Ulfrun), aussi identifié par le code USGS V-27, est une région cartographique en quadrangle sur Vénus. Elle est définie par des latitudes comprises entre 0° et 25° N et des longitudes comprises entre 210° et 240° E,. Il tire son nom de la région d'Ulfrun.